# Branding národních mýtů a symbolů
S pojmem Branding národních symbolů a mýtů v dnešním slova smyslu se můžeme setkat až ke konci 19. století s příchodem industrializace. Ve Spojených státech se v tomto období objevují značky, které jsou známé dodnes. Jsou to například Procter&Gamble, Coca Cola, Heinz, Avon, Heineken, Lipton aj.
S ohledem na možné padělání se začaly zavádět ochranné známky (tzv. trademark) a patenty.

## Definice značky
Slovník obchodu a managementu definuje značku jako „název, znak či symbol, který slouží k identifikaci produktu či služby konkrétního prodejce a který tyto produkty nebo služby odlišuje před konkurencí.“
Americká marketingová asociace hovoří o podobné definici: „Značka je jméno, název, znak, výtvarný projev nebo kombinace předchozích prvků. Jejím smyslem je odlišení zboží nebo služeb jednoho prodejce či skupiny prodejců od zboží nebo služeb konkurenčních prodejců." Značka měla původně symbolizovat kvalitu, ale dnes je spíše dokladem společenské úrovně svého nositele.

## Značka vs. brand
V českých kruzích se často rozebírá rozdíl mezi anglickým brand a českou značkou. Kneschke poukazuje na značný rozdíl, který je mezi značkou a brandem. Za značku považuje v podstatě cokoliv kdykoliv, kdežto brandem se stává až ve chvíli, kdy produktu, který zastupuje, přinese schopnost zřetelně se odlišit od konkurence. „Brand je jedinečný, zapamatovatelný a snadno srozumitelný.“ 

## Národní mýty a symboly

### Mýty
Mýty tvoří důležitou součást každé kultury a společnosti. Jejich účel je jasný, pomoci jednotlivým národům definovat sebe sama. Mýtus může být definován jako starodávná tradice, vžitá kulturní představa, jež je opakovaně přetvářena, obnovována a reprodukována.
Po celém světě můžeme identifikovat obrovské množství národních mýtů. Mýty utváří kolektivní paměť národa a jeho tradice, jestliže jsou jednou přijaty společností, pak je velmi obtížné je změnit. Dějiny každého národa jsou spjaté s vytvořenou a po generacích předávanou národní mytologií. Díky mýtům lidé pociťují soudržnost a sounáležitost s ostatními členy národa.

### Symboly
Mezi národní symboly řadíme vlajky, národní barvy, peníze i národní hrdiny, kteří se stali pro národ nějakým významným symbolem (Jan Ámos Komenský jako symbol vzdělání). Národní symboly dělají hmatatelné to, co by bylo jinak nemožné významově zachytit, přináší tak konkrétnost do abstrakce. Hlavní funkcí symbolů je vyhranění národní identity.

## Branding
K průkopníkům brandingu patřil například James Gamble, výrobce mýdla. Branding v podobě, jak se praktikuje dnes, spojuje 5 prvků:
- Positioning – znamená definici obsahu značky a její srovnání s konkurenčními značkami ve vnímání spotřebitele. Je důležité, aby výrobci dokázali reagovat na zákazníkovy představy.
- Příběh – vyprávění lidstvo provází po celou jeho historii. Každého přitahuje dobrý a zajímavý příběh, chceme jej slyšet znovu a znovu. Velké značky nás vytrvale ujišťují o tom, jak velkou hru v jejich příběhu hrajeme.
- Design – zde zahrnuje všechny aspekty produktu. Je to i obsah, etiketa, podstata věcí i povrch.
- Cena – je významným aspektem značky. Cenová politika značek je velmi důležitá. Mnoho společností se poučilo, že krátkodobá taktika snížení ceny má dlouhodobé zničující důsledky pro image obchodní značky.
- Vztah se zákazníkem – jedná se občas o donkichotské úsilí společností dokázat zákazníkům, že jim na nich velmi záleží.[5]

### Čím se branding zabývá?
Branding ovlivňuje některé užitečné věci, z nichž všechny pomáhají zajistit úspěch výrobku. Ten může:
- posílit dobrou pověst,
- zvýšit loajalitu,
- zajistit kvalitu,
- podpořit vnímání větší hodnoty, aby mohl být produkt prodán za vyšší cenu,
- ujistit zákazníka, že vstoupil do pomyslného světa vyznávající stejné hodnoty.

## Vliv značky pro státy
Ve skutečnosti je národní značka nesmírně důležitá pro postavení národa ve světě. Znalosti lidí o cizích národech jsou většinou velmi omezené. Pokud lidé vůbec něco vědí, vycházejí jejich postoje z mýtů, fám a anekdot. Téměř vždy sklouzávají ke groteskní karikatuře, která může poškodit obchod, turistiku a přímé zahraniční investice.
Cílem každého státu je prezentovat se pomocí jasně rozpoznatelného obrazu, který by shrnoval jeho „osobnost", kulturu a hodnoty. Každý stát svou značku přirozeně má, ale politické a ekonomické důvody dovedly státy k myšlence upravovat a „pěstovat" svou značku stejným způsobem jako to dělají komerční společnosti.
Typický produkt vyráběný v dané zemi ovlivňuje vnímání celkového obrazu státu v zahraničí (např. německé automobily, švýcarské čokolády, atd.).

## National branding
National branding se z hlediska své povahy pohybuje na pomezí několika disciplín. Nejvýrazněji se opírá o marketing, dále v něm nalezneme prvky veřejné diplomacie, zahraniční politiky, mezinárodních vztahů, ale i public relations. Hlavní rozdíl mezi brandingem na poli obchodním a national brandingem spočívá v tom, že každý stát na rozdíl od výrobku či služby má přirozeně svůj vlastní obraz značky (brand image), aniž by o něj usiloval.

## Příklady národních symbolů a mýtů

### Česká republika
- Pivo – Jedním z typických symbolů pro Čechy je pivo. Češi vypijí ročně okolo 160 litrů na osobu a to jim zajišťuje první místo v žebříčku konzumace piva na světě. Navíc čeští výrobci piva jsou také známí po celém světě a o českém pivě se hovoří jako o jednom z nejlepších. Předními českými značkami ve světě jsou Pilsner Urquell a Budweiser Budvar.
- Hokej – Dalším z národních symbolů České republiky je hokej. Všichni vědí, že kolébkou hokeje je Kanada, ale Češi jsou pro svoje hokejové umění známí také po celém světě.
- Praha – Česká republika se může pyšnit také jedním z nejkrásnějších měst v Evropě. Tím městem je Praha, která už historicky byla kulturním centrem Evropy. Praha je tedy jedním z neodmyslitelných symbolů České republiky.

### Brazílie
Národní symboly Brazílie jsou samba, karneval v Riu a také fotbal.